# Гидроним
Гидро́нимы (от др.-греч. ὕδωρ — вода + ὄνυμα — имя, название) — один из классов топонимов — названия водных объектов. Соответственно, гидрони́мика — раздел топонимики, изучающий гидронимы, закономерности их возникновения, развития, функционирования. Следует различать гидронимику как раздел топонимики и гидронимию — совокупность гидронимов, выделенных по определённому критерию, например, гидронимия Поочья, гидронимия Верхнего Поднестровья, гидронимия «Книги Большого чертежу», гидронимия на -ова.

## Прикладное значение гидронимики
Названия водных объектов сохраняются веками и тысячелетиями, поэтому гидронимы имеют очень высокую лингво-историческую ценность. Как межотраслевая область, находящаяся на стыке различных дисциплин, гидронимика предоставляет ценный исследовательский материал специалистам самых различных профилей.
Анализ гидронимов позволяет проследить этнические и миграционные процессы на прилегающей территории, пути заселения и направления миграции народов, выявить контакты и системные связи между различными этносами и историческую смену одного этноса другим, воссоздать географические условия местности, исторические события, этнолингвистическое прошлое, представить этнокультурный фон.

## Группы гидронимов
Различают следующие группы гидронимов, обозначающих собственные названия:
- текущих и стоячих вод[6] (рек, ручьёв, каналов, водопадов, родников[7], болот, озёр, прудов, водохранилищ, морей, океанов);
- участков речных русел[6] (омутов, речных плёсов, порогов, перекатов, каменных/песчаных кос, подводных камней, островов, отмелей, особых участков рек);
- участков акваторий[6] (озёрных плёсов, заливов, проливов);
- водных (подводных) объектов (островов, полуостровов, мысов, отмелей, подводных банок, рифов).

и т. п.

## Некоторые разновидности
Различают:
- гелонимы — собственные имена болот, заболоченных мест[8];
- инсулонимы — собственные имена островов[9];
- лимнонимы — названия озёр, прудов[10];
- пелагонимы — названия морей[11];
- потамонимы — названия рек[12].

## Особенности
В гидронимах устойчиво сохраняются архаизмы и диалектизмы, они часто восходят к языкам-субстратам народов, живших на данной территории в прошлом, что позволяет использовать их для определения границ расселения этнических общностей (например, славян в Европе или финно-угорских народов в Европейской части России).